# Де Каб (Мисисипи)
Де Каб (енгл. De Kalb) град је у америчкој савезној држави Мисисипи.

## Демографија
По попису из 2010. године број становника је 1.164, што је 192 (19,8%) становника више него 2000. године.
| Група             | 2000.       | 2010.       |
| Белци             | 471 (48,5%) | 372 (32,0%) |
| Афроамериканци    | 489 (50,3%) | 777 (66,8%) |
| Азијати           | 0 (0,0%)    | 0 (0,0%)    |
| Хиспаноамериканци | 9 (0,9%)    | 11 (0,9%)   |
| Укупно            | 972         | 1.164       |